# Mythe fondateur de Marseille
La légende de Gyptis et Protis est le mythe fondateur qui raconte la fondation légendaire de Marseille (Massalia) vers 600 av. J.-C. par des colons grecs venus de la cité de Phocée en lonie.
Nous ne disposons désormais que de deux sources principales du mythe : l'histoire décrite par Aristote (384-322 av. J.-C.) dans « La Constitution des Massaliotes », la plus ancienne, et celle de Trogue Pompée (Ier siècle av. J.-C.) dans ses « Histoires philippiques », aujourd'hui perdues mais résumées par l'historien romain Justin (IIIe – IVe siècle).
Si les deux versions présentent quelques différences, elles racontent toutes deux le mariage de Gyptis (ou Petta), fille de Nann, chef des autochtones Ségobriges, avec Protis (ou Euxène), un marin originaire de Phocée. Lors de ses noces, la princesse choisit alors d'épouser l'étranger en lui présentant une coupe emplie d'eau au cours d'un repas.
Plusieurs hypothèses s'affrontent pour expliquer l'origine de ce mythe, lequel possède des éléments similaires à d'autres récits légendaires de l'Antiquité. Cependant des faits historiques avérés confirment une partie de la légende puisque les fouilles attestent de la présence de colons grecs au début du VIe siècle av. J.-C. autour du Lacydon, en ce compris la colline sur laquelle se trouve le quartier du Panier.

## Version d'Aristote (La Constitution de Marseille)
Version originale d'Aristote

« τὸ ὅμοιον ἱστορεῖ γενέσθαι καὶ Ἀριστοτέλης ἐν τῇ Μασσαλιωτῶν Πολιτείᾳ γράφων οὕτως· Φωκαεῖς οἱ ἐν Ἰωνίᾳ ἐμπορίᾳ χρώμενοι ἔκτισαν Μασσαλίαν. Εὔξενος δὲ ὁ Φωκαεὺς Νάνῳ τῷ βασιλεῖ (τοῦτο δ᾿ ἦν αὐτῷ ὄνομα) ἦν ξένος. οὗτος ὁ Νάνος ἐπιτελῶν γάμους τῆς θυγατρὸς κατὰ τύχην παραγενόμενον τὸν Εὔξενον παρακέκληκεν ἐπὶ τὴν θοίνην. ὁ δὲ γάμος ἐγίγνετο τόνδε <τὸν> τρόπον· ἔδει μετὰ τὸ δεῖπνον εἰσελθοῦσαν τὴν παῖδα φιάλην κεκερασμένην ᾧ βούλοιτο δοῦναι τῶν παρόντων μνηστήρων· ᾧ δὲ δοίη, τοῦτον εἶναι νυμφίον. ἡ δὲ παῖς εἰσελθοῦσα δίδωσιν εἴτε ἀπὸ τύχης εἴτε καὶ δι᾿ ἄλλην τινὰ αἰτίαν τῷ Εὐξένῳ· ὄνομα δ᾿ ἦν τῇ παιδὶ Πέττα. τούτου δὲ συμπεσόντος καὶ τοῦ πατρὸς ἀξιοῦντος ὡς κατὰ θεὸν γενομένης τῆς δόσεως ἔχειν αὐτήν, ἔλαβεν ὁ Εὔξενος γυναῖκα καὶ συνῴκει μεταθέμενος τοὔνομα Ἀριστοξένην. καὶ ἔστι γένος ἐν Μασσαλίᾳ ἀπὸ τῆς ἀνθρώπου μέχρι νῦν Πρωτιάδαι καλούμενον· Πρῶτις γὰρ ἐγένετο υἱὸς Εὐξένου καὶ τῆς Ἀριστοξένης. »

— Aristote « La Constitution de Marseille », dans Athénée, Deipnosophistes (livre XIII, fragment 576a)
Traduction en français

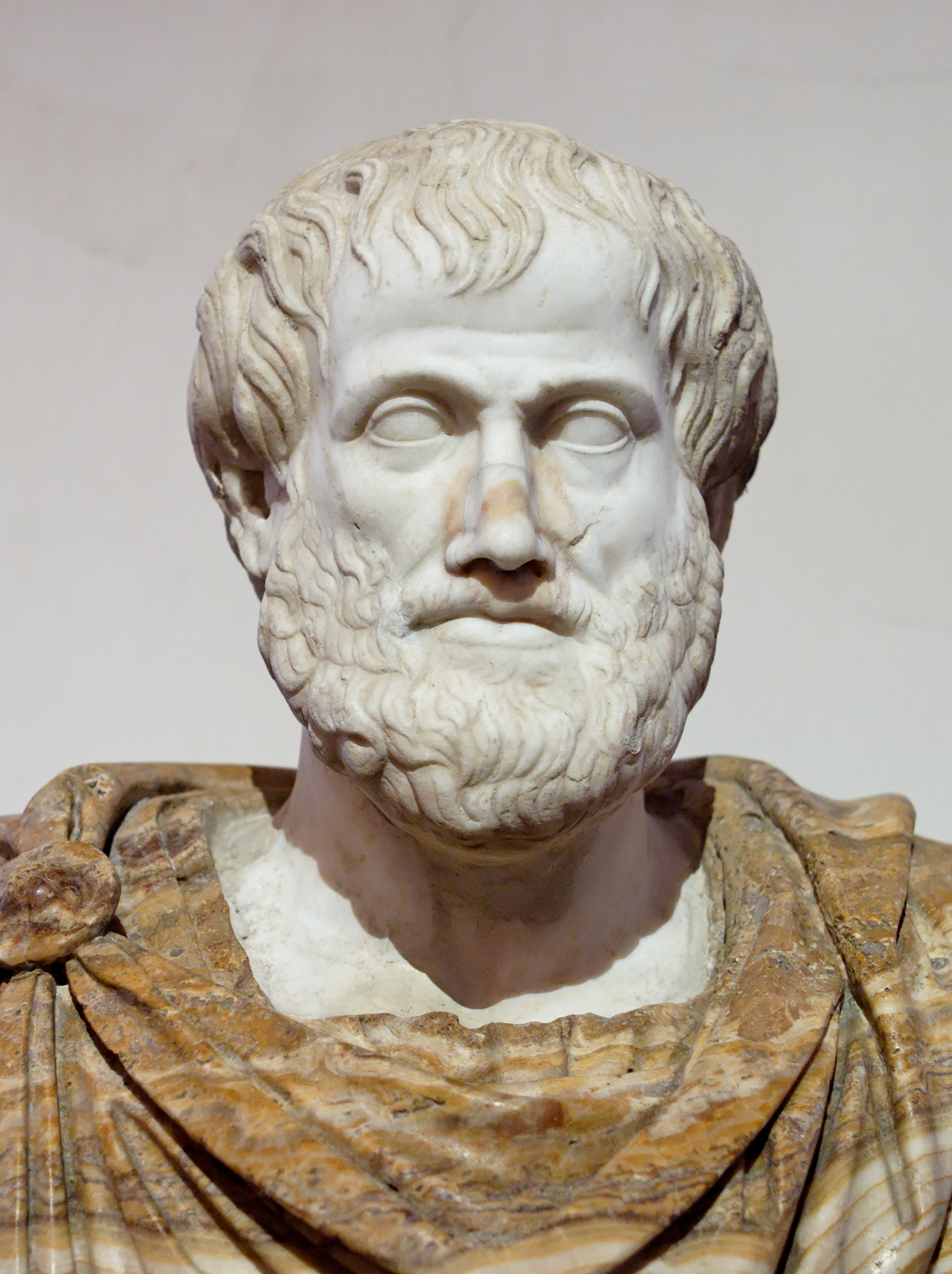
Aristote nous rapporte une version du mythe.

« Les Phocéens, qui pratiquaient le commerce en Ionie fondèrent Massalia. Euxène, le Phocéen, était l'hôte du roi Nanos (tel était son nom). Ce Nanos célébra les noces de sa fille alors que par hasard Euxène était présent. Il l'invita au banquet. Le mariage se faisait de cette manière : il fallait qu'après le repas l'enfant entre et donne une coupe de boisson tempérée à qui elle voulait des prétendants présents. Et celui à qui elle aurait donné la coupe, celui-là devait être son époux.
L'enfant entre donc et, soit par hasard soit pour une autre raison, donne [la coupe] à Euxène. Le nom de l'enfant était Petta. À la suite de cet événement, comme le père acceptait qu'il eût la jeune fille en pensant que le don avait été fait avec l'accord de la divinité, Euxène la reçut pour femme et cohabita, changeant son nom (à elle) en Aristoxène. Et il y a à Massalia une famille issue de cette femme, encore maintenant, appelée Prôtiades. Car Prôtis fut le fils d'Euxène et d'Aristoxène. »

— (trad. G. Kaibel)
Ce fragment de « La Constitution des Massaliotes » d'Aristote est cité en grec par Athénée à la fin du IIe siècle apr. J.-C. dans ses Deipnosophistes (livre XIII). L'histoire d'Aristote prend la forme d'un résumé sec, elliptique et disloqué par des ajouts d'informations mineures. Le texte d'Athénée est lui-même mal transmis, le récit ressemblant plus à une note de travail qu'à une narration composée.

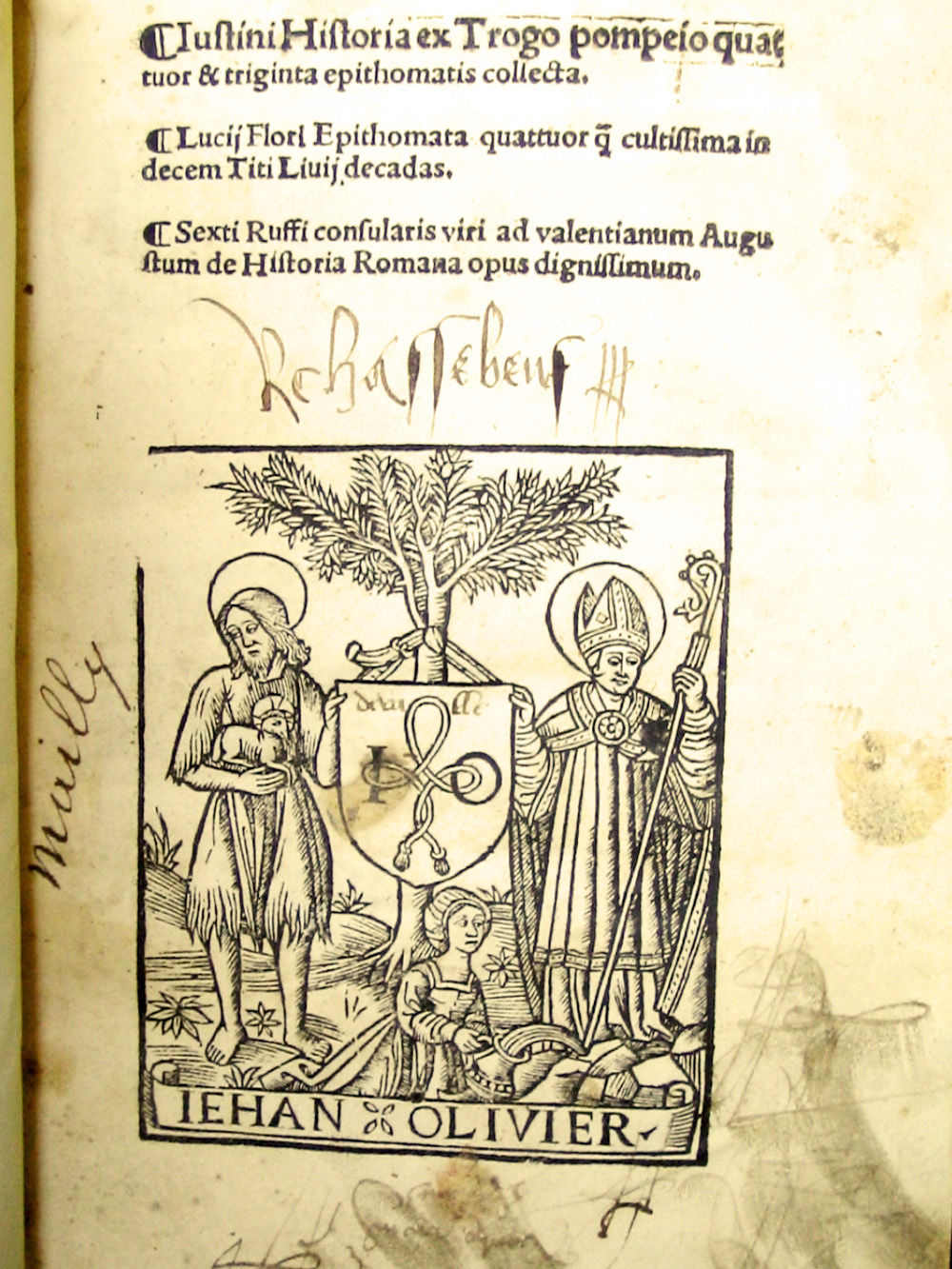
Histoires philippiques de Trogue Pompée résumées par Justin. Édition de 1519.

## Version de Trogue Pompée rapportée par Justin (Abrégé des histoires philippiques)
Version originale agrégée par Justin :

« Temporibus Tarquinii regis ex Asia Phocaeensium iuventus ostio Tiberis invecta amicitiam cum Romanis iunxit ; inde in ultimos Galliae sinus navibus profecta Massiliam inter Ligures et feras gentes Gallorum condidit, magnasque res, sive dum armis se adversus Gallicam feritatem tuentur sive dum ultro lacessunt, a quibus fuerant antea lacessiti, gesserunt. 5 Namque Phocaeenses exiguitate ac macie terrae coacti studiosius mare quam terras exercuere: piscando mercandoque, plerumque etiam latrocinio maris, quod illis temporibus gloriae habebatur, vitam tolerabant. 6 Itaque in ultimam Oceani oram procedere ausi in sinum Gallicum ostio Rhodani amnis devenere, 7 cujus loci amoenitate capti, reversi domum referentes quae viderant, plures sollicitavere. 8 Duces classis Simos et Protis fuere. Itaque regem Segobrigiorum, Nannum nomine, in cuius finibus urbem condere gestiebant, amicitiam petentes conveniunt.9 Forte eo die rex occupatus in apparatu nuptiarum Gyptis filiae erat, quam more gentis electo inter epulas genero nuptum tradere illic parabat. 10 Itaque cum ad nuptias invitati omnes proci essent, rogantur etiam Graeci hospites ad convivium. 11 Introducta deinde virgo cum juberetur a patre aquam porrigere ei, quem virum eligeret, tunc omissis omnibus ad Graecos conversa aquam Proti porrigit, qui factus ex hospite gener locum condendae urbis a socero accepit. 12 Condita igitur Massilia est prope ostia Rhodani amnis in remoto sinu, velut in angulo maris. 13 Sed Ligures incrementis urbis invidentes Graecos adsiduis bellis fatigabant, qui pericula propulsando in tantum enituerunt, ut victis hostibus in captivis agris multas colonias constituerint. »

— Justin, Abrégé des histoires philippiques, «  La Fondation de Marseille », XLIII, 3
Traduction en français

« Sous le règne de Tarquin, de jeunes Phocéens venus de l'Asie abordèrent à l'embouchure du Tibre, et firent alliance avec les Romains ; puis dirigeant leurs vaisseaux vers l'extrémité de la mer des Gaules, ils allèrent fonder Massalia, entre la Ligurie et la terre sauvage des Gaulois : ils se distinguèrent, soit en se défendant contre les peuples barbares, soit en les attaquant à leur tour. Bornés à un sol étroit et aride, les Phocéens étaient plus marins qu'agriculteurs ; ils se livraient à la pêche, au commerce, souvent même à la piraterie qui alors était en honneur. Ayant ainsi pénétré jusqu'aux dernières bornes de ces mers, ils arrivèrent à ce golfe où se trouve l'embouchure du Rhône : séduits par la beauté de ces lieux, le tableau qu'ils en firent à leur retour y appela une troupe plus nombreuse. Les chefs de la flotte furent Simos et Prôtis. Ils allèrent trouver le roi des Ségobriges, nommé Nannus, sur le territoire duquel ils désiraient fonder une ville, et lui demandèrent son amitié. Justement ce jour-là le roi était occupé à préparer les noces de sa fille Gyptis, que, selon la coutume de la nation, il se disposait à donner en mariage au gendre choisi pendant le festin. Tous les prétendants avaient été invités au banquet ; le roi y convia aussi ses hôtes grecs. On introduisit la jeune fille et son père lui dit d'offrir l'eau à celui qu'elle choisissait pour mari. Alors, laissant de côté tous les autres, elle se tourne vers les Grecs et présente l'eau à Prôtis, qui, d'hôte devenu gendre, reçut de son beau-père un emplacement pour y fonder une ville. Marseille fut ainsi fondée près de l'embouchure du Rhône, au fond d'un golfe, et comme dans un coin de la mer. Jaloux des progrès de sa puissance, les Liguriens lui firent une guerre sans relâche ; mais les Grecs repoussèrent ces attaques avec tant de succès, que, vainqueurs de leurs ennemis, ils fondèrent de nombreuses colonies sur le territoire qu'ils leur enlevèrent. »

— (trad. M. E. Pessonneaux)

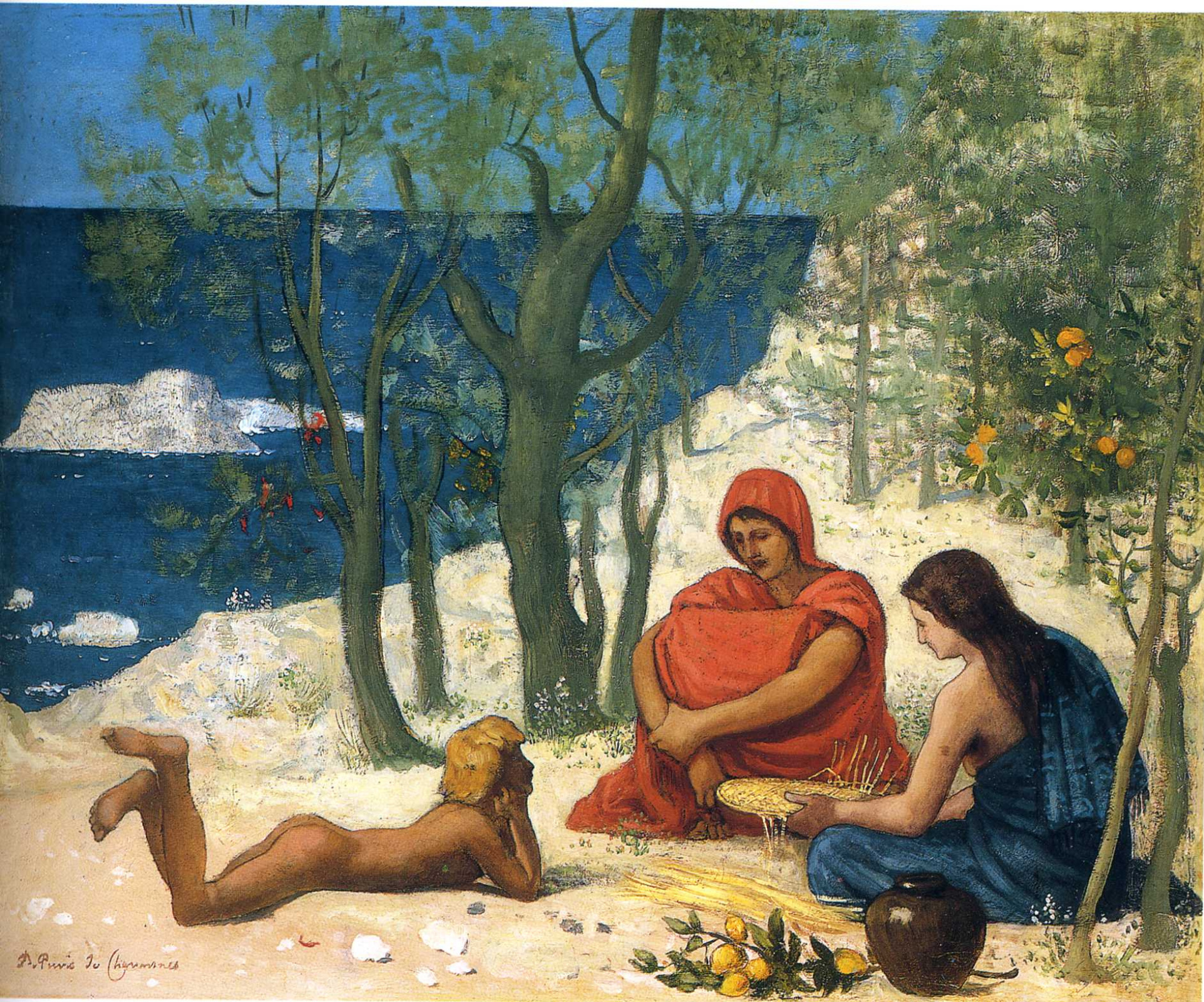
Colonie grecque à Marseille par Puvis de Chavannes.

La version de l'historien gallo-romain Trogue Pompée est abrégée en latin par Justin dans Epitoma Historiarum Philippicarum (« Abrégé des histoires philippiques » - La Fondation de Marseille, XLIII, 3). L'original a été perdu.

## Version de Strabon
Strabon, géographe et historien rapporte dans ses écrits une autre version du mythe fondateur faisant intervenir Aristarchè, prêtresse du temple d'Artémis d'Éphèse.

## Différences entre les deux versions
Malgré une trame narrative identique, les deux versions du récit comportent plusieurs différences notables et traduisent peut-être une évolution du mythe à différentes époques :
| Version d'Aristote | Version de Trogue Pompée-Justin |
| --- | --- |
| La princesse se nomme Petta puis Euxène change son nom en Aristoxène (Aristoxénè, Ἀριστoξενην)                                                         | La princesse se nomme Gyptis |
| Le chef des Phocéens se nomme Euxène (Eúxenos, Εὔξενος)                                                                                                | Il y a deux chefs : Prôtis et Simos |
| Prôtis est le fils d'Euxène et l'ancêtre des Prôtiades                                                                                                 | Protis épouse Gyptis |
| Euxène se trouve au mariage par hasard et Petta choisit son époux de la même façon. Nanos pense que « le don a été fait avec l'accord de la divinité » | Un hasard fait que Protis se trouve chez les Ségobriges durant les noces de Gyptis. Nannus lui donne un emplacement pour fonder une ville |

## Analyses

### Légendes semblables
La trame du mythe s'apparente à d'autres récits de la culture grecque. On y retrouve des héros aristocratiques, un roi indigène et un peuple qui s'hellénisent pacifiquement, ainsi qu'une union scellée par une dot et une alliance politique.
La mythologie comparée nous indique aussi que le choix de la princesse pour son époux se retrouve dans d'autres récits des mythologies indo-européennes, avec des variations à chaque fois. Soit les prétendants sont mis en compétition, soit le père laisse le choix à la jeune fille, ce qui revient à s'en remettre aux auspices et à une décision divine. Les Massaliotes attribueraient donc inconsciemment une faveur divine à leur présence et celle de leurs ancêtres.
Dans sa version, Aristote insiste d'ailleurs beaucoup sur le hasard (Τύχη, « la fortune ») : celui qui mène Euxène au mariage, puis la princesse à le choisir pour époux. Il précise d'ailleurs que le père accepte l'union en pensant que « le don avait été fait avec l'accord de la divinité ». La version de Trogue Pompée n'insiste pas autant sur cet élément mais le hasard fait aussi en sorte que Protis se trouve chez les Ségobriges durant les noces de Gyptis.
Charès de Mytilène raconte une histoire semblable à celle de Protis et Gyptis dans le livre X des Histoires d'Alexandre 

« Nous, Odatis ma fille, nous accomplissons aujourd'hui tes noces. Regarde autour de toi et après les avoir bien regardés tous, prends une coupe d'or ; remplis-la et donne-la à celui avec qui tu consens à être mariée. Car tu seras appelée la femme de celui-là. »

— Charès de Mytilène,  Histoires d'Alexandre

De même, Euripide atteste que Tyndare avait laissé sa fille Hélène choisir son mari : 

« Quand ils se sont donné leur foi et que de quelque façon le vieillard, Tyndare, les a circonvenus par une pensée sans faille, il donne à sa fille de choisir l'un des prétendants, où la porteraient les souffles d'Aphrodite, amicaux. Elle choisit, comme jamais elle n'aurait dû prendre : Mélénas ! »

— Euripide,  Iphigénie à Aulis

Les Indiens appellent cette tradition le svayamvara (स्वयं‍वर, « choix personnel »). Dans le Mahabharata, la princesse Damayanti (दमयंती) choisit le beau Nala, qu'elle avait perçu en songe, après l'avoir distingué de quatre dieux qui se sont donné l'apparence du jeune prince pour la tromper.

« (...) tu connais la fille du roi des Vidarbhas, l'illustre Damayanti, qui surpasse en beauté toutes les femmes de la terre ; c'est bientôt (...) qu'elle va choisir un époux. Là se rendent tous les rois et les fils des rois ; (...) »

— collectif, trad. Émile Burnouf, Mahabharata

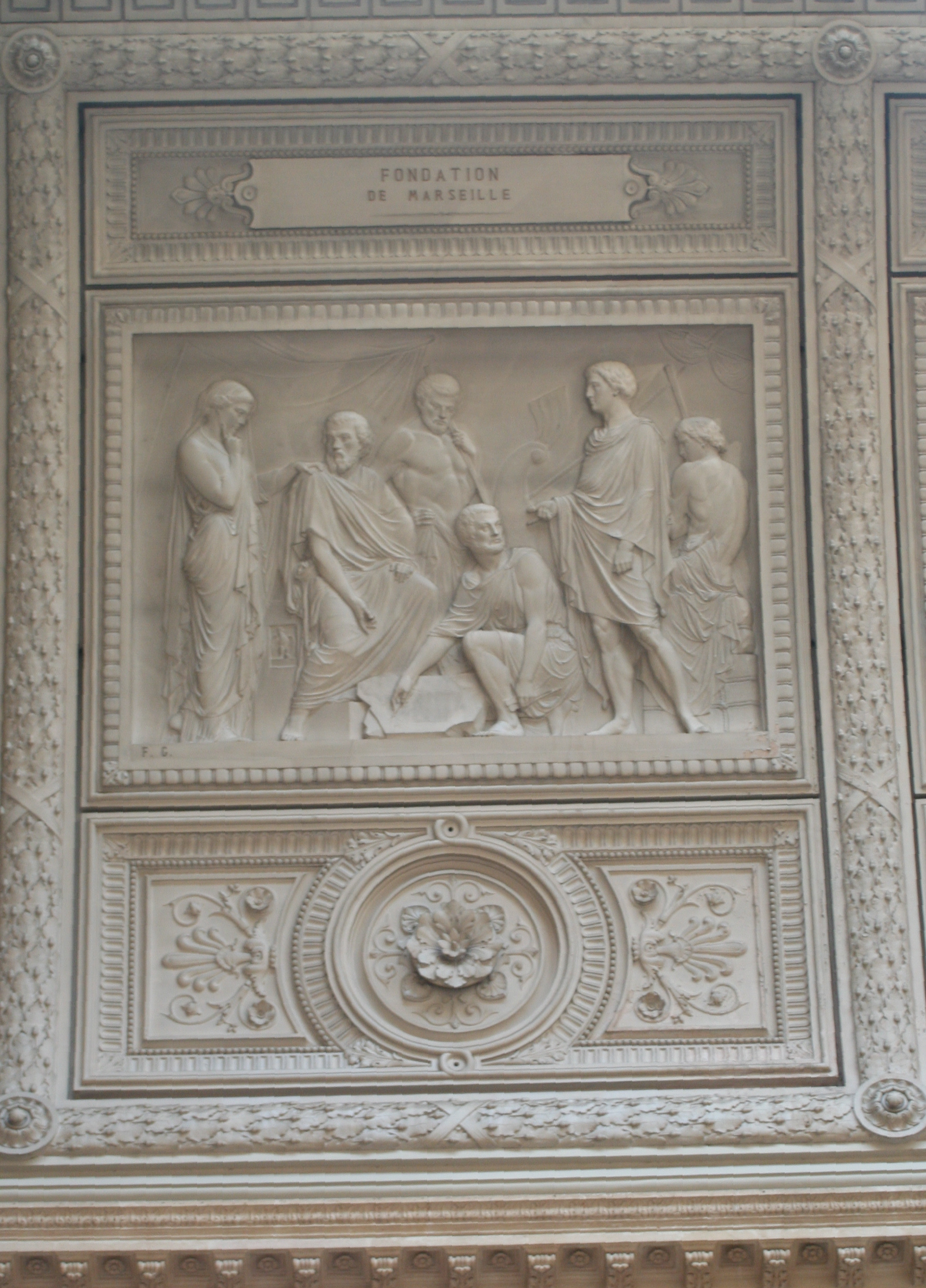
Sculpture des voussures du plafond du Palais de la bourse de Marseille célébrant la fondation de la ville.

Le récit d'Aristote précise qu'il y a, à son époque à Massalia, une famille issue d'Aristoxène appelée les Prôtiades. L'affirmation de certaines familles d'avoir parmi leurs ancêtres les fondateurs de la cité, souvent déifiés, se retrouvent en d'autres lieux. La famille des Julii (dont fait partie Jules César) remonte sa supposée origine généalogique à Énée, fondateur mythique de Lavinium et aïeul de Romulus et Remus selon Virgile.

### Relations avec les autochtones
Le mariage du chef des colons avec la fille du souverain local reflète les rapports pacifiques qu'ont voulu entretenir les Phocéens avec les autochtones, contrairement à d'autres colonies où ils s'emparent du territoire par la force ou la ruse. Les marins cherchent à commercer avec eux et s'installer durablement et pacifiquement sur leur territoire. Grâce à la force créatrice du mythe, descendants de colons et d'indigènes se dessinent une origine commune dans leur mémoire collective.
D'ailleurs, quand Euxénos prend Petta pour femme, Aristote en parle en utilisant le verbe συνοικείν (« cohabiter »), qui peut servir à désigner la cohabitation de deux personnes, mais aussi de deux groupes. Et lorsque celle-ci épouse Eúxenos (Εὔξενος, « le bon hôte »), il fait changer son nom en Aristoxénè (Αριστοξενη, « la meilleure des hôtesses »).
Le mariage de Protis et de Gyptis, fille du roi Nann symboliserait donc l’alliance des deux peuples, où l'étranger se fond parmi les indigènes. Prôtis « d'hôte devient gendre » nous dit d'ailleurs Trogue Pompée. On pourrait aussi y voir la volonté des Phocéens de s'approprier l'identité des autochtones dès le début, ou bien au contraire de conduire à leur hellénisation. Le recours aux mariages mixtes est en outre nécessaire et courant dans les premiers temps de la colonisation.

### Hypothèse d'une domination tardive de la culture phocéenne
- vers 600 av. J.-C. — Premières traces de Phocéens à Marseille
- vers 545-46 av. J.-C — chute de Phocée
- 494 av. J.-C. — seconde chute de Phocée

Pour Henri Tréziny, Marseille a peut-être d'abord été une colonie de culture ionienne au sein de laquelle la spécificité phocéenne n'y acquièrent une place importante que progressivement, notamment après la chute de Phocée et l'arrivée possible de nombreux colons vers 546 av. J.-C. Fuyant les invasions de l'Asie mineure par les Perses conduits par Cyrus II et la destruction de leur ville, nombre d'entre eux rejoignent leurs colonies méditerranéennes, dont Massalia, événement que certains historiens ont nommé la « seconde fondation » de Marseille,.
Cette hypothèse expliquerait la présence de deux chefs phocéens, Simos et Protis, dans la version de Trogue Pompée, ce dernier devenant dans le récit d'Aristote le fils du fondateur Euxène. Il est donc possible que l'un des deux personnages ait été introduit par les Phocéens après la création du mythe, puis que Protis (Πρῶτις, qui ressemble à protos, πρῶτος , « le premier ») ait supplanté Simos plus tardivement, à la suite d'une nouvelle vague possible de colons fuyant leur cité après la seconde chute de Phocée en 494 av. J.-C..

### Mythe du colon

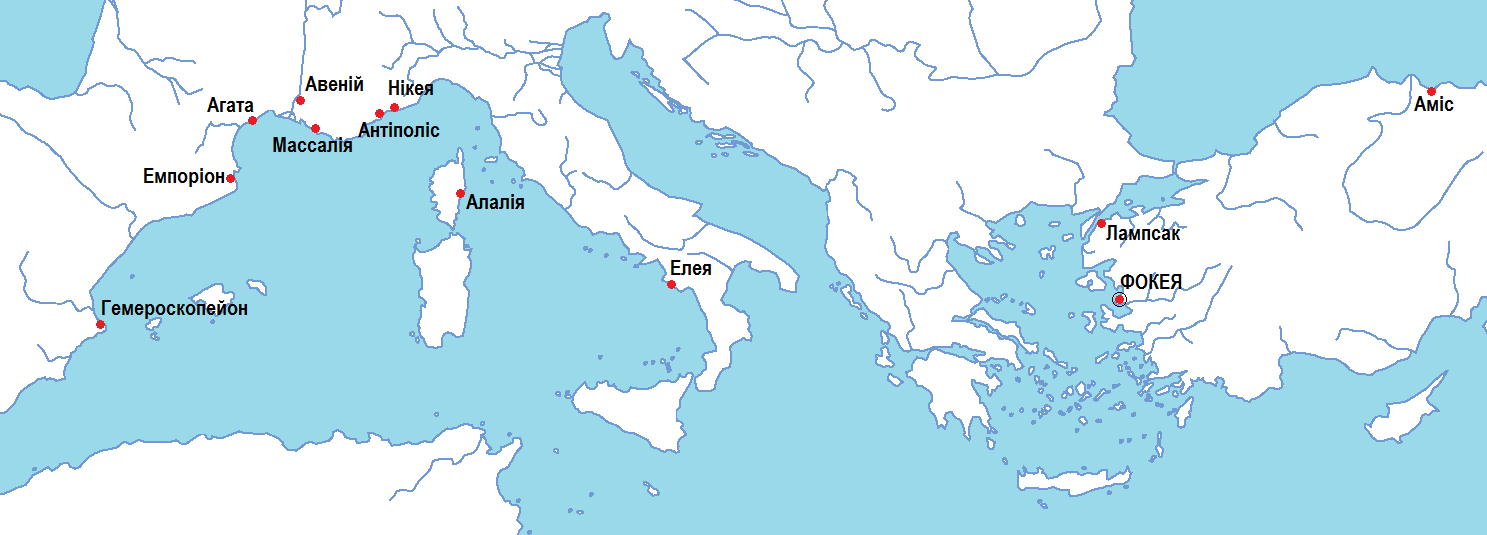
Colonies phocéennes.

Bertrand Westphal raconte que pour le colon phocéen quittant sa terre natale hellénisée pour des contrées inconnues celtes ou barbares, il faut croire à des mythes pour se donner le courage de s'élancer vers d'autres rivages où l'attend la promesse d'une princesse et d'une postérité. Contrairement aux auteurs précédents, il estime que ces mythes sont sans doute antérieurs à la création historique des cités, dans le but de constituer un appel à lever l'ancre pour les migrants.

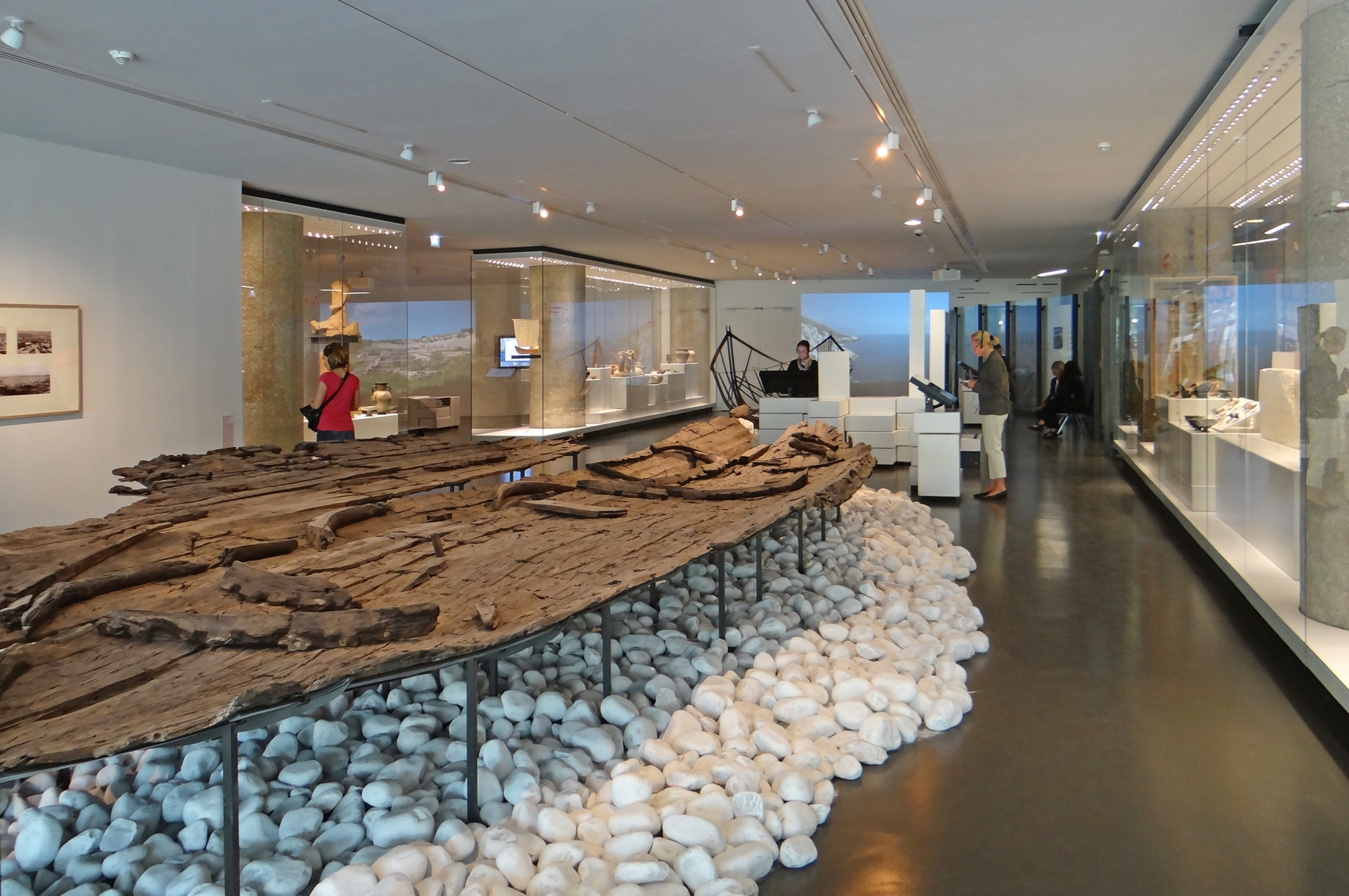
Petit navire de commerce de la fin du Musée d'Histoire de Marseille

## Recherches

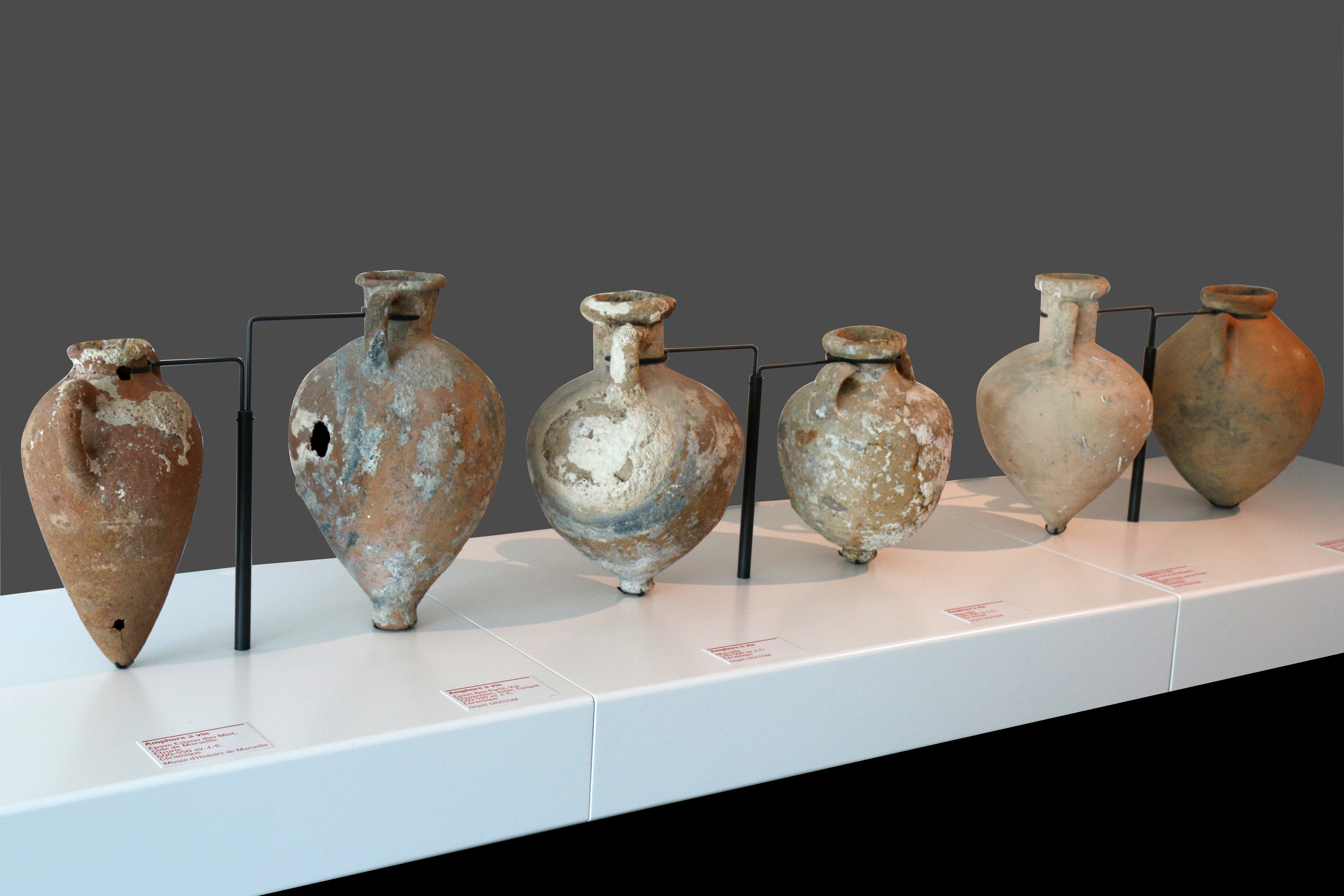
Amphores retrouvées à Marseille ou dans des épaves de bateau. La plus ancienne, d'origine étrusque, date de 600/550 av. J.-C.
Musée d'Histoire de Marseille.

### Preuves de la présence de colons phocéens il y a 2600 ans
Si la plupart des éléments du récit relèvent de la légende, la présence de colons phocéens dans la baie du Lacydon au VIe siècle avant notre ère est bien attestée par des fouilles archéologiques menées à l’emplacement du tunnel de la Major, sur le parvis de l’église Saint-Laurent ou encore à l’esplanade de la Major. La datation de Trogue Pompée parait donc plausible puisqu'il nous indique que l'histoire se passe sous le règne du mythique roi de Rome Tarquin l'Ancien (616-579 av. J.-C.)
En 1993, à l'occasion de la construction d'un parking sous la place Jules-Verne, près du Vieux-Port, on découvre les vestiges du port antique. Deux épaves de bateaux datant de la deuxième génération des fondateurs sont également retrouvées : un petit voilier de commerce et une grande barque côtière. Une équipe d’archéologie navale propose à l'époque de construire une réplique de la barque pour vérifier si les marins phocéens ont pu traverser la Méditerranée dans ce genre d'embarcation.
Après deux décennies de recherche, la construction du Gyptis démarre en février 2013. Huit mois sont nécessaires à la construction du navire. Les historiens se mettent même à la place des artisans de l'époque et n'utilisent aucune méthode et outils anachroniques. En octobre 2013, Gyptis est mis à l’eau et les premières expérimentations commencent.
Pour les archéologues, il ne fait aucun doute que ces pentécontores ont pu traverser la Mer Méditerranée et que les « techniques de l'époque étaient suffisamment élaborées pour construire des navires de qualité. »
Si l'on n'a par contre pas retrouvé de traces d'occupation permanentes ligures sur le site de Marseille, les fouilles sédimentaires ont montré que les rives du Lacydon ont été utilisées à partir du IIe millénaire avant notre ère pour des activités saisonnières liées à la mer (consommation de fruits de mer) mais sans que l'on puisse détecter d'exploitation des sols (déforestation, cultures, décapages) avant la fondation de la ville grecque.
Une étude publiée en 2011 montre que 4 % des hommes dans la région marseillaise et 4,6 % de ceux de la région d'Aléria en Corse, autre destination des navigateurs phocéens, sont des descendants directs des Phocéens.

### Antériorité de l'oppidum Saint-Blaise
Ce mythe pourrait être cependant contredit par l'interprétation de fouilles récentes sur le site de l'oppidum de Saint-Blaise. En effet, selon Jean Chausserie-Laprée, conservateur en chef du patrimoine de la Ville de Martigues, les découvertes archéologiques publiées en 2019 pourraient indiquer que cet oppidum, situé sur l'embouchure du Rhône, à une cinquantaine de kilomètres du port antique de Marseille, était la capitale des Ségobriges, et que les Phocéens avaient donc rencontré les Gaulois et installé leur première forteresse là-bas, avant de fonder Marseille,,.

## Héritage et culture populaire

### Version de Guillaume Apollinaire
Dans son ouvrage historique La Fin de Babylone, publié en 1914, Apollinaire revisite avec humour le mythe fondateur de Marseille. Quelques années après la création de la ville, le narrateur s'arrête à Massalia avant de prendre le large vers Babylone. Il y rencontre un vieillard qui se présente comme le jeune Ligure qui devait recevoir la coupe nuptiale de la belle Gyptis et l'épouser. Le prétendant autochtone, prince de Lassiotâh (en référence à la ville de La Ciotat), étant trop ivre au cours de cette soirée, celle-ci finit par choisir d'offrir sa main au marin grec Euxène.

« "Prince de Lassiotâh, me dit-elle — tel était le nom de mon fief — prend cette coupe"
Je m'inclinais et cherchais un joli compliment.
"Ah ! que n'est-elle emplie de vin" répondis-je enfin d'un ton que je m'efforçais de faire intelligent et badin. Diabolique inspiration ! Le visage de la jeune fille avait eu un imperceptible tressaillement et sa main un recul.
"Prend cette coupe, reprit-elle d'un ton lointain et sévère, et donne-la à ton voisin."
"Mon voisin, mais c'était le petit trafiquant grec ! Je crus que la jeune fille avait fait erreur. Mais non ! [...] Et voilà comme Euxène, mon ennemi et rival, est devenu roi de ce pays. Voilà comme les Grecs se sont établis ici. Et voilà pourquoi, de désespoir, je me suis ruiné, moi, à mille folies. Voilà comment j'ai sombré en ces lieux ! Ah ! que l'humeur des femmes est donc singulière ! »

— Guillaume Apollinaire, La fin de Babylone, in Œuvres en proses complètes, t. I, bibliothèque de la Pléiade, 1977, pp. 570-574

### Marseille, terre d'accueil

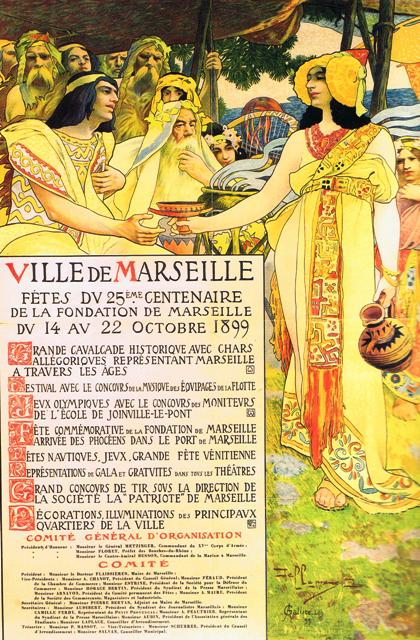
Affiche réalisée par David Dellepiane en 1899 pour le 25e centenaire de la fondation de Marseille.

Le mythe fondateur s'inscrit dans l'image de terre d'accueil, d'exil et de métissage que représente Marseille. Dans l'inconscient collectif, la ville apparait depuis longtemps comme une « terre promise » pour les migrants, un lieu où, selon Jean-Claude Izzo, « n'importe qui, de n'importe quelle couleur, pouvait descendre d'un bateau [...] et se fondre dans le flot des autres hommes [...] Marseille appartient à ceux qui l'habitent. »

### Célébrations
2 500 ans après sa fondation, la ville fête, en 1899, le 25e centenaire de l'arrivée des Phocéens. L'anniversaire est célébré avec faste et le bateau de Protis accoste sur le quai de la Fraternité devant une Canebière bondée.
En 1999, de nombreuses manifestations se tiennent tout au long de l'année dans les domaines du théâtre, de la musique, de la littérature, de la poésie, des musées, du sport et de l'économie. Marseille met en valeur tous ses monuments et sites et les musées présentent quelques-unes des œuvres de leurs réserves. En 2001, le maire Jean-Claude Gaudin inaugure le Parc du XXVIe Centenaire, dont les travaux ont débuté en 1999.

### Autres
Le Gyptis est le nom d'une salle de cinéma populaire et d'auteur, situé dans le quartier de la Belle de Mai.
En 1993, le Badaboum Théâtre joue ce mythe au Jardin des Vestiges du Musée d'histoire de Marseille devant 4000 spectateurs.
En 2017, le mythe est le ressort de l'une des intrigues de Plus belle la vie.
En 2022, est lancé le nouveau PAM sous le nom de Gyptis (PM 42), son port d'attache est Marseille.